# Félix Alcan
Pour les articles homonymes, voir Alcan (homonymie).
Félix Alcan, né à Metz le 18 mars 1841 et mort à Paris (5e) le 18 février 1925, est un éditeur français. Il est le fondateur des Éditions F. Alcan spécialisées dans les sciences et la philosophie.

## Biographie
Félix Mardochée Alcan est un juif messin, petit-fils de Gerson Lévy, un libraire aux idées libérales. Son père, Moïse Alcan, faisait partie du consistoire et du tribunal de commerce de Metz.
Félix Alcan entre en 1862 dans la section « sciences » de l'École normale supérieure, où il rencontre Théodule Ribot et Gabriel Monod.
Après la guerre franco-allemande de 1870, il opte pour la France et quitte la Lorraine, devenue allemande, pour Paris, où il s'installe comme libraire.
Il entre chez l'éditeur Gustave-Germer Baillière qui le prend comme associé en 1877. En 1883, il devient le seul propriétaire de cette librairie et fonde sa propre maison d'édition, la Librairie Félix Alcan, spécialisée en philosophie et en psychologie. De la collection « Bibliothèque de philosophie contemporaine » seront édités plus de 400 volumes. Il publie également la Revue philosophique de la France et de l'étranger, le fonds de la Librairie Guillaumin, et reprend l'édition de la Bibliothèque scientifique internationale, lancée par Germer Baillière dès 1873.
Alcan a fait partie avec Gabriel Monod et Henri Hauser du groupe des normaliens engagés en faveur du capitaine Dreyfus.
Il s'associe à son neveu, René Lisbonne, pour fonder en 1910 les Éditions F. Alcan – R. Lisbonne. En 1922, les éditions deviennent une société anonyme et confient le travail d'impression de tous leurs ouvrages aux Presses universitaires de France.
Félix Alcan a publié un grand nombre d'auteurs majeurs de son temps, notamment Henri Bergson, Émile Durkheim et Pierre Janet, ainsi que son ami de toujours, Henri Hauser.
Les éditions Félix Alcan représentaient le principal fonds éditorial mondial en philosophie, sociologie et psychologie au début du XXe siècle. Elles sont associées en termes de gérance commune aux Éditions Rieder, à la Librairie Ernest Leroux et à l'imprimerie Presses universitaires de France dès 1934. En décembre 1939, ces quatre entités sont fondues pour former les PUF.

## Distinction
- Officier de la Légion d'honneur le 15 mai 1910.